# Centrostigma occultans
Centrostigma occultans es una especie de orquídea de hábito terrestre de la subfamilia Orchidoideae. Se encuentra en África.

## Descripción
Es una orquídea de tamaño medio a grande que prefiere el clima fresco. Tiene hábitos terrestres,  con tubérculos globosos a casi cilíndricos y glabros que dan lugar a un tallo erecto,  que lleva 7 a 10 hojas  estrechamente lanceoladas,  lineares, agudas o acuminadas. Florece en la primavera y principios del verano en una inflorescencia erecta de 6 a 16 cm de largo, con 3 a 10 flores con dulce aroma.

## Distribución
Se encuentra en África en Zaire, Tanzania, Angola, Malaui, Zambia y Transvaal en Sudáfrica, en las praderas pantanosas en alturas de alrededor de 1200 a 2100 metros. 

## Sinonimia
- Centrostigma nyassanum Schltr.
- Centrostigma schlechteri (Kraenzl. ex Schltr.) Schltr.
- Habenaria occultans Welw. ex Rchb.f.
- Habenaria schlechteri Kraenzl. ex Schltr.
- Habenaria schlechteri Kraenzl. ex Rchb. f.[1][2][3]